# Dreiecksfunktion

Dreiecksfunktion

Die Dreiecksfunktion, auch tri-Funktion, triangle-Funktion oder tent-Funktion, ist eine mathematische Funktion mit folgender Definition:
{\displaystyle {\begin{aligned}\operatorname {tri} (t)=\land (t)\quad &{\overset {\underset {\mathrm {def} }{}}{=}}\ \max(1-|t|,0)\\&={\begin{cases}1-|t|,&|t|<1\\0,&{\mbox{ansonsten}}\end{cases}}\end{aligned}}}.
Sie kann dazu gleichwertig auch als Faltung der Rechteckfunktion {\displaystyle \operatorname {rect} } mit sich selbst definiert werden, wie es auch in nebenstehender Abbildung anschaulich dargestellt ist:

Faltung zweier Rechteckfunktionen ergibt die Dreiecksfunktion

{\displaystyle {\begin{aligned}\operatorname {tri} (t)=\operatorname {rect} (t)*\operatorname {rect} (t)\quad &{\overset {\mathrm {def} }{=}}\int _{-\infty }^{\infty }\mathrm {rect} (\tau )\cdot \mathrm {rect} (t-\tau )\ d\tau \\&=\int _{-\infty }^{\infty }\mathrm {rect} (\tau )\cdot \mathrm {rect} (\tau -t)\ d\tau \end{aligned}}}.
Durch einen Parameter {\displaystyle a\neq 0} kann die Dreiecksfunktion skaliert werden:
{\displaystyle {\begin{aligned}\operatorname {tri} (t/a)&={\begin{cases}1-|t/a|,&|t|<|a|\\0,&{\mbox{ansonsten}}.\end{cases}}\end{aligned}}}
Die Dreiecksfunktion findet vor allem im Bereich der Signalverarbeitung zur Darstellung von idealisierten Signalverläufen Anwendung. Sie dient dort neben der Gauß-Funktion, der Heaviside-Funktion und der Rechteckfunktion zur Beschreibung von Elementarsignalen. Technische Anwendungen liegen im Bereich von Optimalfiltern oder bei Fensterfunktionen wie dem Bartlett-Fenster.
Die Fourier-Transformation der Dreiecksfunktion ergibt die quadrierte si-Funktion:
{\displaystyle {\begin{aligned}{\mathcal {F}}\{\operatorname {tri} (t)\}&=\mathrm {si} ^{2}(\pi f).\end{aligned}}}

## Allgemeine Form
Im Allgemeinen möchte man die Dreiecksfunktion skalieren. Von Interesse sind hierbei die Streckung in x-Richtung sowie die Höhe an der Spitze. Für die Streckung ist {\displaystyle T} die halbe Periodendauer, also die Distanz vom Beginn der Dreiecksfunktion bis zum Mittelpunkt {\displaystyle t_{0}}. Die Höhe an der Stelle {\displaystyle t_{0}} ist durch
{\displaystyle a\cdot \operatorname {tri} \left({\frac {t-t_{0}}{T}}\right)}
gegeben.

## Ableitung
Die Ableitung der Dreiecksfunktion stellt eine Summe von zwei Rechteckfunktionen {\displaystyle \operatorname {rect} } dar:
{\displaystyle {\frac {a}{T}}\left(\operatorname {rect} \left({\frac {t-(t_{0}-T/2)}{T}}\right)-\operatorname {rect} \left({\frac {t-(t_{0}+T/2)}{T}}\right)\right)}
welche sich auch als Summe von drei Sprungfunktionen {\displaystyle \epsilon } darstellen lassen:
{\displaystyle {\frac {a}{T}}\left(\operatorname {\epsilon } (t-(t_{0}-T))-2\operatorname {\epsilon } (t-t_{0})+\operatorname {\epsilon } (t-(t_{0}+T))\right),}
wobei {\displaystyle 2T} die Periodendauer, {\displaystyle t_{0}} den Mittelpunkt und {\displaystyle a} die Höhe der Dreiecksfunktion darstellen. Der Vorfaktor {\displaystyle {\tfrac {a}{T}}} tritt daher als Steigung der Dreiecksfunktion in der Ableitung auf.

## Dreieckschwingung
Eine Dreieckschwingung ist im Gegensatz zur hier dargestellten Dreiecksfunktion eine periodische Funktion, die sich durch periodische Fortsetzung des Intervalls {\displaystyle [-1,1]} ergibt, im Allgemeinen ergänzt um einen konstanten Offset. Eine Dreieckschwingung im engeren Sinne enthält keinen Gleichanteil, die Minima und Maxima sind also dem Betrage nach gleich.
Die Funktion
{\displaystyle \Delta (t)=2a\cdot \left|\max(1-((2f\cdot t){\bmod {2}}),-1)\right|-a}
bzw. die Fourierreihe
{\displaystyle {\frac {8a}{\pi ^{2}}}\cdot \sum _{n=1}^{\infty }{\frac {\cos((2n-1)\cdot \omega \cdot t)}{(2n-1)^{2}}}}
omega
mit {\displaystyle a} für die Amplitude und {\displaystyle \omega } für die Kreisfrequenz erzeugt ein kontinuierliches Dreieckssignal.
Verallgemeinert und mit der Sinusgrundfunktion der Form
{\displaystyle a(t)={\widehat {a}}\cdot \sin(\omega t+\varphi )}
in Einklang gebracht folgt:
{\displaystyle \Delta (t)=2a\cdot \left|\max(1-((2f\cdot (t-T{\frac {2\varphi +\pi }{4\pi }}){\bmod {2}})),-1)\right|-a}.

## Quelle
- Hans Dieter Lüke: Signalübertragung. 6. Auflage. Springer Verlag, 1995, ISBN 3-540-54824-6.